# オハイオ州知事
オハイオ州知事（英語：Governor of the State of Ohio）は、アメリカ合衆国のオハイオ州の州知事である。
以下の一覧では、州の前身であるノースウェスト準州の州知事についても列挙する。

## ノースウェスト準州知事
| # | 氏名                           | 就任           | 退任           | 政党           |
| 1 | アーサー・セントクレア         | 1787年10月5日  | 1802年11月22日 | フェデラリスト |
| 2 | チャールズ・ウィリング・バード | 1802年11月22日 | 1803年3月3日   | 民主共和党     |

## オハイオ州知事
| #  | 氏名                           | 就任           | 退任           | 政党       | 副知事                           |
| -- | ------------------------------ | -------------- | -------------- | ---------- | -------------------------------- |
| 1  | エドワード・ティフィン         | 1803年3月3日   | 1807年3月4日   | 民主共和党 | なし                             |
| 2  | トーマス・カーカー             | 1807年3月4日   | 1808年12月12日 | 民主共和党 | なし                             |
| 3  | サミュエル・H・ハンティントン  | 1808年12月12日 | 1810年12月8日  | 民主共和党 | なし                             |
| 4  | リターン・J・メグズ・ジュニア  | 1810年12月8日  | 1814年3月24日  | 民主共和党 | なし                             |
| 5  | オスニール・ルッカー           | 1814年3月24日  | 1814年12月8日  | 民主共和党 | なし                             |
| 6  | トーマス・ワージントン         | 1814年12月8日  | 1818年12月14日 | 民主共和党 | なし                             |
| 7  | イーサン・ブラウン             | 1818年12月14日 | 1822年1月4日   | 民主共和党 | なし                             |
| 8  | アレン・トリンブル             | 1822年1月4日   | 1822年12月28日 | 連邦党     | なし                             |
| 9  | ジェレマイア・モロー           | 1822年12月28日 | 1826年12月19日 | 民主共和党 | なし                             |
| 10 | アレン・トリンブル             | 1826年12月19日 | 1830年12月18日 | 連邦党     | なし                             |
| 11 | ダンカン・マッカーサー         | 1830年12月18日 | 1832年12月7日  | 国民共和党 | なし                             |
| 12 | ロバート・ルーカス             | 1832年12月7日  | 1836年12月12日 | 民主党     | なし                             |
| 13 | ジョセフ・ヴァンス             | 1836年12月12日 | 1838年12月13日 | ホイッグ党 | なし                             |
| 14 | ウィルソン・シャノン           | 1838年12月13日 | 1840年12月16日 | 民主党     | なし                             |
| 15 | トーマス・コーウィン           | 1840年12月16日 | 1842年12月14日 | ホイッグ党 | なし                             |
| 16 | ウィルソン・シャノン           | 1842年12月14日 | 1844年4月15日  | 民主党     | なし                             |
| 17 | トーマス・バートリー           | 1844年4月15日  | 1844年12月3日  | 民主党     | なし                             |
| 18 | モーデカイ・バートリー         | 1844年12月3日  | 1846年12月12日 | ホイッグ党 | なし                             |
| 19 | ウィリアム・ベッブ             | 1846年12月12日 | 1849年1月22日  | ホイッグ党 | なし                             |
| 20 | シーベリー・フォード           | 1849年1月22日  | 1850年12月12日 | ホイッグ党 | なし                             |
| 21 | ルーベン・ウッド               | 1850年12月12日 | 1853年7月13日  | 民主党     | なし                             |
| 21 | ルーベン・ウッド               | 1850年12月12日 | 1853年7月13日  | 民主党     | ウィリアム・メディル             |
| 22 | ウィリアム・メディル           | 1853年7月13日  | 1856年1月14日  | 民主党     | 空席                             |
| 22 | ウィリアム・メディル           | 1853年7月13日  | 1856年1月14日  | 民主党     | ジェームズ・マイヤーズ           |
| 23 | サーモン・チェイス             | 1856年1月14日  | 1860年1月9日   | 共和党     | トーマス・H・フォード            |
| 23 | サーモン・チェイス             | 1856年1月14日  | 1860年1月9日   | 共和党     | マーティン・ウェルカー           |
| 24 | ウィリアム・デニソン           | 1860年1月9日   | 1862年1月13日  | 共和党     | ロバート・C・カーク              |
| 25 | デイヴィッド・トッド           | 1862年1月13日  | 1864年1月11日  | 共和党     | ベンジャミン・スタントン         |
| 26 | ジョン・ブラフ                 | 1864年1月11日  | 1865年8月29日  | 共和党     | チャールズ・アンダーソン         |
| 27 | チャールズ・アンダーソン       | 1865年8月29日  | 1866年1月8日   | 共和党     | 空席                             |
| 28 | ジェイコブ・ドルソン・コックス | 1866年1月8日   | 1868年1月13日  | 共和党     | アンドルー・マクバーニー         |
| 29 | ラザフォード・ヘイズ           | 1868年1月13日  | 1872年1月8日   | 共和党     | ジョン・C・リー                  |
| 30 | エドワード・F・ノイズ          | 1872年1月8日   | 1874年1月12日  | 共和党     | ジェイコブ・ミューラー           |
| 31 | ウィリアム・アレン             | 1874年1月12日  | 1876年1月10日  | 民主党     | アルフォンソ・ハート             |
| 32 | ラザフォード・ヘイズ           | 1876年1月10日  | 1877年3月2日   | 共和党     | トーマス・L・ヤング              |
| 33 | トーマス・L・ヤング            | 1877年3月2日   | 1878年1月14日  | 共和党     | H・W・カーティス（代理）         |
| 34 | リチャード・M・ビショップ      | 1878年1月14日  | 1880年1月12日  | 民主党     | ジェイビズ・W・フィッチ          |
| 35 | チャールズ・フォスター         | 1880年1月12日  | 1884年1月14日  | 共和党     | アンドルー・ヒッケンルーパー     |
| 35 | チャールズ・フォスター         | 1880年1月12日  | 1884年1月14日  | 共和党     | リース・G・リチャーズ            |
| 36 | ジョージ・ホードリー           | 1884年1月14日  | 1886年1月11日  | 民主党     | ジョン・ジョージ・ワーウィック   |
| 37 | ジョゼフ・フォラカー           | 1886年1月11日  | 1890年1月13日  | 共和党     | ロバート・P・ケネディ            |
| 37 | ジョゼフ・フォラカー           | 1886年1月11日  | 1890年1月13日  | 共和党     | サイラス・A・コンラッド          |
| 37 | ジョゼフ・フォラカー           | 1886年1月11日  | 1890年1月13日  | 共和党     | ウィリアム・C・ライオン          |
| 38 | ジェームズ・E・キャンベル      | 1890年1月13日  | 1892年1月11日  | 民主党     | エルバート・ランプソン           |
| 38 | ジェームズ・E・キャンベル      | 1890年1月13日  | 1892年1月11日  | 民主党     | ウィリアム・マークィス           |
| 39 | ウィリアム・マッキンリー       | 1892年1月11日  | 1896年1月13日  | 共和党     | アンドルー・L・ハリス            |
| 40 | エイサ・ブッシュネル           | 1896年1月13日  | 1900年1月8日   | 共和党     | エイサ・ジョーンズ               |
| 41 | ジョージ・ナッシュ             | 1900年1月8日   | 1904年1月11日  | 共和党     | ジョン・コールドウェル           |
| 41 | ジョージ・ナッシュ             | 1900年1月8日   | 1904年1月11日  | 共和党     | カール・ニッパート               |
| 41 | ジョージ・ナッシュ             | 1900年1月8日   | 1904年1月11日  | 共和党     | ハリー・L・ゴードン              |
| 42 | マイロン・ヘリック             | 1904年1月11日  | 1906年1月8日   | 共和党     | ウォレン・ハーディング           |
| 43 | ジョン・M・パティソン          | 1906年1月8日   | 1906年6月18日  | 民主党     | アンドルー・L・ハリス            |
| 44 | アンドルー・L・ハリス          | 1906年6月18日  | 1909年1月11日  | 共和党     | 空席                             |
| 45 | ジャドソン・ハーモン           | 1909年1月11日  | 1913年1月13日  | 民主党     | フランシス・トレッドウェイ       |
| 45 | ジャドソン・ハーモン           | 1909年1月11日  | 1913年1月13日  | 民主党     | アトリー・ポムリーン             |
| 45 | ジャドソン・ハーモン           | 1909年1月11日  | 1913年1月13日  | 民主党     | ヒュー・ニコルズ                 |
| 46 | ジェームズ・コックス           | 1913年1月13日  | 1915年1月11日  | 民主党     | W・A・グリーンランド             |
| 47 | フランク・ウィリス             | 1915年1月11日  | 1917年1月8日   | 共和党     | ジョン・H・アーノルド            |
| 48 | ジェームズ・コックス           | 1917年1月8日   | 1921年1月10日  | 民主党     | アール・D・ブルーム              |
| 48 | ジェームズ・コックス           | 1917年1月8日   | 1921年1月10日  | 民主党     | クラレンス・J・ブラウン          |
| 49 | ハリー・L・デイヴィス          | 1921年1月10日  | 1923年1月8日   | 共和党     | クラレンス・J・ブラウン          |
| 50 | ヴィクター・ドナヒー           | 1923年1月8日   | 1929年1月14日  | 民主党     | アール・D・ブルーム              |
| 50 | ヴィクター・ドナヒー           | 1923年1月8日   | 1929年1月14日  | 民主党     | チャールズ・H・ルイス            |
| 50 | ヴィクター・ドナヒー           | 1923年1月8日   | 1929年1月14日  | 民主党     | アール・D・ブルーム              |
| 50 | ヴィクター・ドナヒー           | 1923年1月8日   | 1929年1月14日  | 民主党     | ウィリアム・G・ピックレル        |
| 50 | ヴィクター・ドナヒー           | 1923年1月8日   | 1929年1月14日  | 民主党     | ジョージ・C・ブレーデン          |
| 51 | マイヤーズ・クーパー           | 1929年1月14日  | 1931年1月12日  | 共和党     | ジョン・T・ブラウン              |
| 52 | ジョージ・ホワイト             | 1931年1月12日  | 1935年1月14日  | 民主党     | ウィリアム・G・ピックレル        |
| 52 | ジョージ・ホワイト             | 1931年1月12日  | 1935年1月14日  | 民主党     | チャールズ・W・ソーヤー          |
| 53 | マーティン・L・デイヴィー      | 1935年1月14日  | 1939年1月9日   | 民主党     | ハロルド・モージアー             |
| 53 | マーティン・L・デイヴィー      | 1935年1月14日  | 1939年1月9日   | 民主党     | ポール・P・ヨーダー              |
| 54 | ジョン・W・ブリッカー          | 1939年1月9日   | 1945年1月8日   | 共和党     | ポール・M・ハーバート            |
| 55 | フランク・J・ラウシュ          | 1945年1月8日   | 1947年1月13日  | 民主党     | ジョージ・D・ナイ                |
| 56 | トーマス・J・ハーバート        | 1947年1月13日  | 1949年1月10日  | 共和党     | ポール・M・ハーバート            |
| 57 | フランク・J・ラウシュ          | 1949年1月10日  | 1957年1月3日   | 民主党     | ジョージ・D・ナイ                |
| 57 | フランク・J・ラウシュ          | 1949年1月10日  | 1957年1月3日   | 民主党     | ジョン・ウィリアム・ブラウン     |
| 58 | ジョン・ウィリアム・ブラウン   | 1957年1月3日   | 1957年1月14日  | 共和党     | 空席                             |
| 59 | C・ウィリアム・オニール        | 1957年1月14日  | 1959年1月12日  | 共和党     | ポール・M・ハーバート            |
| 60 | マイケル・ディサル             | 1959年1月12日  | 1963年1月14日  | 民主党     | ジョン・W・ドナヒー              |
| 61 | ジム・ローズ                   | 1963年1月14日  | 1971年1月11日  | 共和党     | ジョン・ウィリアム・ブラウン     |
| 62 | ジョン・J・ギリガン            | 1971年1月11日  | 1975年1月13日  | 民主党     | ジョン・ウィリアム・ブラウン     |
| 63 | ジム・ローズ                   | 1975年1月13日  | 1983年1月10日  | 共和党     | ディック・セレスト               |
| 63 | ジム・ローズ                   | 1975年1月13日  | 1983年1月10日  | 共和党     | ジョージ・ヴォイノヴィチ         |
| 63 | ジム・ローズ                   | 1975年1月13日  | 1983年1月10日  | 共和党     | 空席                             |
| 64 | ディック・セレスト             | 1983年1月10日  | 1991年1月14日  | 民主党     | マール・シューメイカー           |
| 64 | ディック・セレスト             | 1983年1月10日  | 1991年1月14日  | 民主党     | 空席                             |
| 64 | ディック・セレスト             | 1983年1月10日  | 1991年1月14日  | 民主党     | ポール・レナード                 |
| 65 | ジョージ・ヴォイノヴィッチ     | 1991年1月14日  | 1998年12月31日 | 共和党     | マイク・ディワイン               |
| 65 | ジョージ・ヴォイノヴィッチ     | 1991年1月14日  | 1998年12月31日 | 共和党     | 空席                             |
| 65 | ジョージ・ヴォイノヴィッチ     | 1991年1月14日  | 1998年12月31日 | 共和党     | ナンシー・ホリスター             |
| 66 | ナンシー・ホリスター           | 1998年12月31日 | 1999年1月11日  | 共和党     | 空席                             |
| 67 | ボブ・タフト                   | 1999年1月11日  | 2007年1月8日   | 共和党     | モーリーン・オコナー             |
| 67 | ボブ・タフト                   | 1999年1月11日  | 2007年1月8日   | 共和党     | ジェネット・ブラッドリー         |
| 67 | ボブ・タフト                   | 1999年1月11日  | 2007年1月8日   | 共和党     | ブルース・エドワード・ジョンソン |
| 67 | ボブ・タフト                   | 1999年1月11日  | 2007年1月8日   | 共和党     | 空席                             |
| 68 | テッド・ストリックランド       | 2007年1月8日   | 2011年1月10日  | 民主党     | リー・フィッシャー               |
| 69 | ジョン・ケーシック             | 2011年1月10日  | 2019年1月14日  | 共和党     | メアリー・テイラー               |
| 70 | マイク・デワイン               | 2019年1月14日  | 現職           | 共和党     | ジョン・A・ハステッド            |